# 双短姬蜂属
双短姬蜂属（学名：Bicurta）是姬蜂科的一属。

## 下属物种
本属包括以下物种：
- Bicurta hejunhuai Liu, Yan & Broad, 2019
- Bicurta sinica Sheng, Broad & Sun, 2012